# Павильоны Гуэля
Павильоны Гуэля — комплекс зданий в районе Педральбес города Барселона, возведённый каталонским архитектором-модернистом Антонио Гауди в период с 1884 по 1887 год.

## История и описание
Антонио Гауди получил заказ на создание павильонов от своего покровителя — графа Эусеби Гуэля.

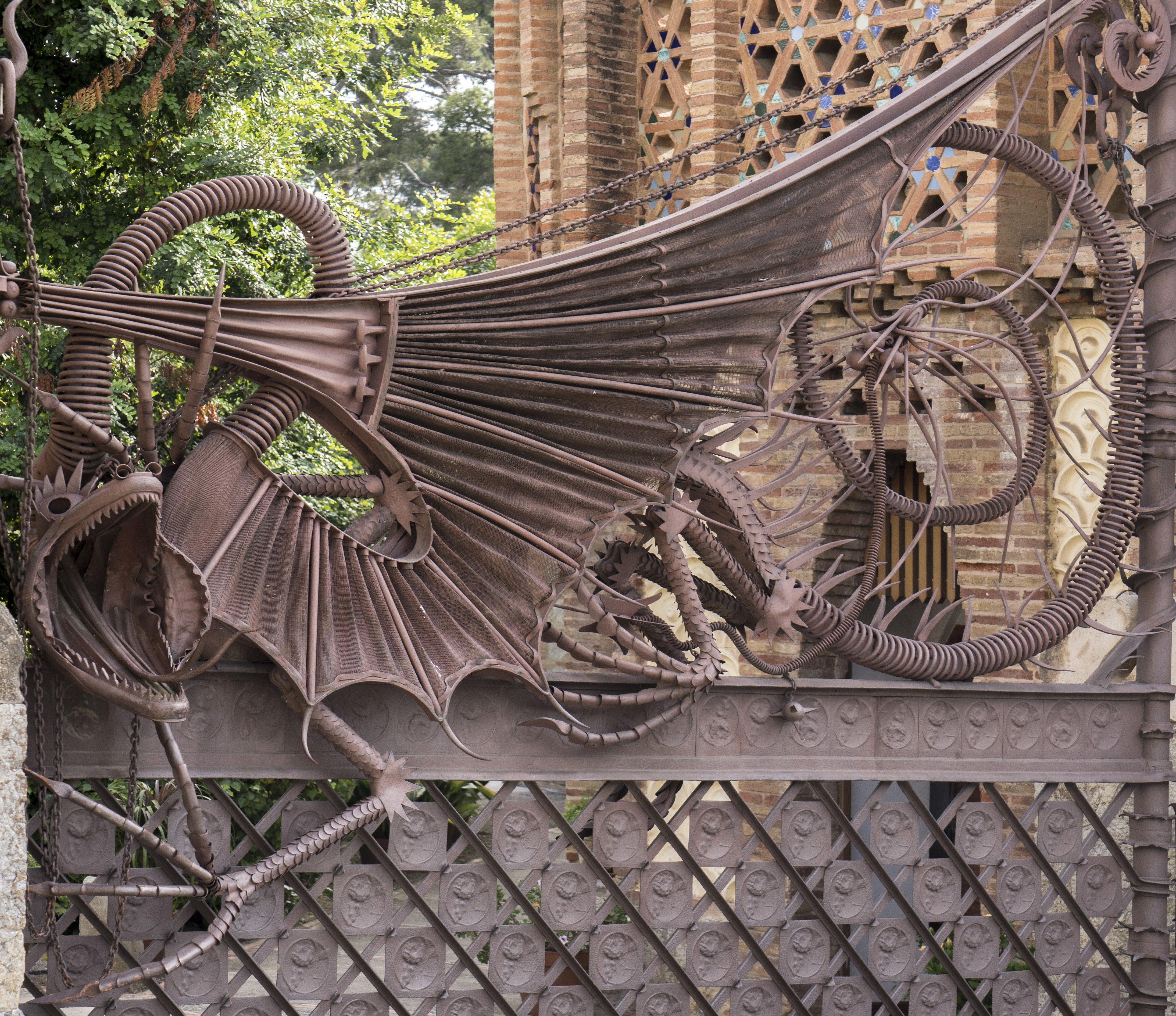
Драконьи ворота на павильонах Гуэля

У Гуэля было поместье в районе Лес-Кортс небольшого городка Саррия (ныне часть Барселоны), которое включало два участка земли, известные как Кан-Фелиу и Кан-Куяс-де-ла-Рьера. Архитектор Жоан Марторель-и-Монтельс, один из наставников Гауди, возвёл особняк в карибском стиле почти на том месте, где сейчас располагается Королевский дворец Педральбес. Этот дом носил название Торре Саталия, как его окрестил друг семьи Жасинт Вердагер. Гауди же было поручено перестроить этот дом и возвести по его периметру стену с воротами.
Гауди выбрал для реализации этого заказа ориенталистский стиль, чем-то напоминающий искусство мудехар. Он спроектировал стену из тёсаного камня с несколькими воротами, из которых главные представляли собой кованую решётку в форме дракона Ладона со стеклянными глазами. Ладон — мифический древнегреческий дракон, охранявший сад Гесперид, которого Геркулес победил в ходе одного из своих 12 подвигов. Этот эпизод был описан Жасинтом Вердагером в его поэме «Атлантида», посвященной Антонио Лопесу-и-Лопесу, 1-му маркизу Комильясу, приходившемуся зятем Эусеби Гуэлю. Над драконом возвышается сурьмяное апельсиновое дерево, ещё одна отсылка к мифу о Гесперидах. Форма дракона соответствует положению звезд в созвездии Змеи, так как Ладон был превращён в змею в наказание за кражу апельсинов.

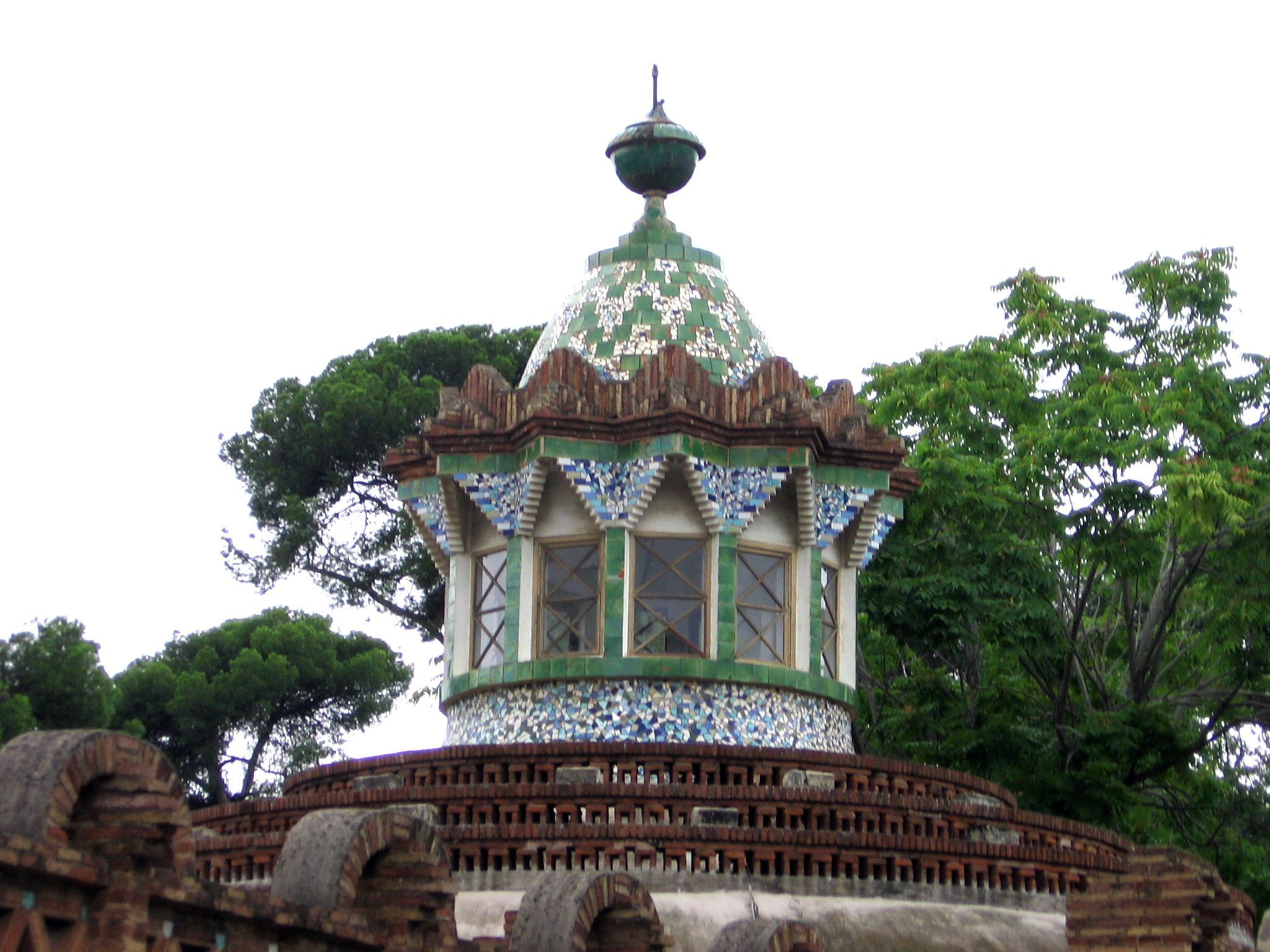
Купол павильона

Остальные три входа в парк устарели со строительством проспекта Диагональ. Один из них до сих пор сохранился, располагаясь за пределами кладбища Лес-Кортс, хотя его железная решётка была перенесена в музей Гауди в парке Гуэль. Другой был восстановлен в 1982 году Барселонским университетом и установлен в Институте геологии Франсеска Альмера. Третий же был снесён, чтобы освободить место для фармацевтического факультета, но перестроен в 1957 году рядом с этим зданием.

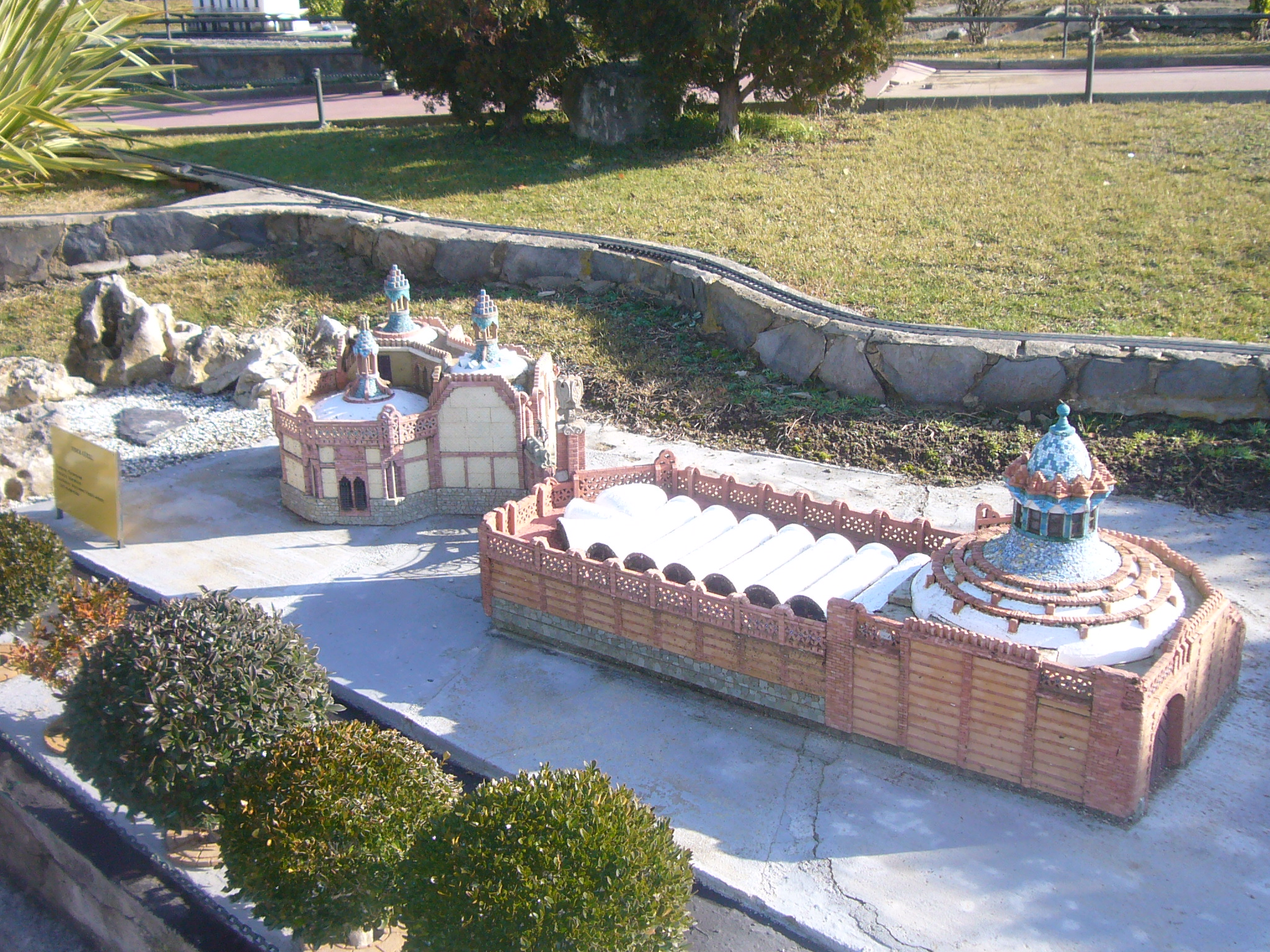
Модель павильонов Гуэля в парке «Каталония в миниатюре»

Павильоны Гюэля состоят из конюшни, площадки для занятий с лошадьми и сторожек. Конюшня имеет прямоугольную форму и крышу с высоким каталонским сводом с цепным изгибом. Площадка для занятий с лошадьми имеет квадратную форму в плане, но увенчана гиперболоидным куполом с декоративным фонарем. Сторожки состоят из трёх небольших зданий, центральное из которых многоугольное в плане, а остальные — кубовидные. Все три увенчаны вентиляторами в виде дымоходов, облицованных керамикой и построены из кирпича различных оттенков: от красного до жёлтого и покрыты цветным стеклом. На некоторых фрагментах также используются сборные цементные блоки.
Гауди также частично отвечал за облик садов, на территории которых он возвёл два фонтана и беседку, а также высадил деревья ряда средиземноморских видов: сосны, эвкалипты, пальмы, кипарисы и магнолии. Фонтан Геркулеса и поныне работает, располагаясь рядом с Королевским дворцом Педральбес. Будучи отреставрированным в 1983 году; он состоит из бюста Геркулеса с чашей с гербом Каталонии и носиком в форме китайского дракона.
В 1969 году павильоны Гюэля были объявлены памятником национального исторического и художественного интереса. В настоящее время в них располагается Королевская кафедра Гауди Universitat Politècnica de CatalunyaПолитехнического университета Каталонии, а также Ботанический сад его биологического факультета.